# Aristida condensata
Aristida condensata är en gräsart som beskrevs av Alvin Wentworth Chapman. Aristida condensata ingår i släktet Aristida och familjen gräs. Inga underarter finns listade i Catalogue of Life.